# Östasiatiskt bi
Östasiatiskt bi, östasiatiskt honungsbi eller indiskt bi (Apis cerana) är en art i insektsordningen steklar som tillhör familjen långtungebin, och en nära släkting till det vanliga honungsbiet. 

## Utseende
Det östasiatiska biet liknar det vanliga (europeiska) honungsbiet, men är mindre. Karakteristiskt är också att drottningen alltid är mörk till färgen. Strimmorna på bakkroppen är också mer framträdande hos det östasiatiska biet än hos det vanliga honungsbiet.

## Vanor
Arten är social precis som det vanliga honungsbiet, det vill säga den lever i kolonier som är indelade i tre kaster; drottningar (honliga könsdjur, som lägger ägg), hanar, även kallade drönare (hanliga könsdjur som befruktar drottningarna) och arbetare (parningsodugliga honor, som utför det vardagliga arbetet i bikolonin). En annan likhet med det vanliga honungsbiet är att dansen (som utförs för att meddela de övriga bina att den hittat en nektarkälla och var denna är belägen) utförs i mörkret på de vertikala honungskakorna, precis som hos dess släkting.
Det östasiatiska biet bygger bo i ihåliga stammar, trädhål och klippskrevor, och lever på höjder från havsytan upp till 3 500 m i bergen. Det används som husdjur precis som det vanliga honungsbiet, men det ger mindre honung än detta, främst beroende på att samhällena är mindre.

## Kommersiell användning
Det östasiatiska biet är mycket fredligt, och kupor förekommer ofta centralt i de östasiatiska byarna. Den dåliga avkastningen har man delvis rått bot på genom avelsarbete. En annan gynnsam egenskap är att biet är relativt okänsligt mot Varroa-kvalstret, som är ett stort problem hos biodlare som använder det europeiska honungsbiet. Okänsligheten är främst orsakad av det östasiatiska biets bättre putsningsbeteende, samt att arten är effektivare när det gäller att isolera kvalstret.

## Fiender

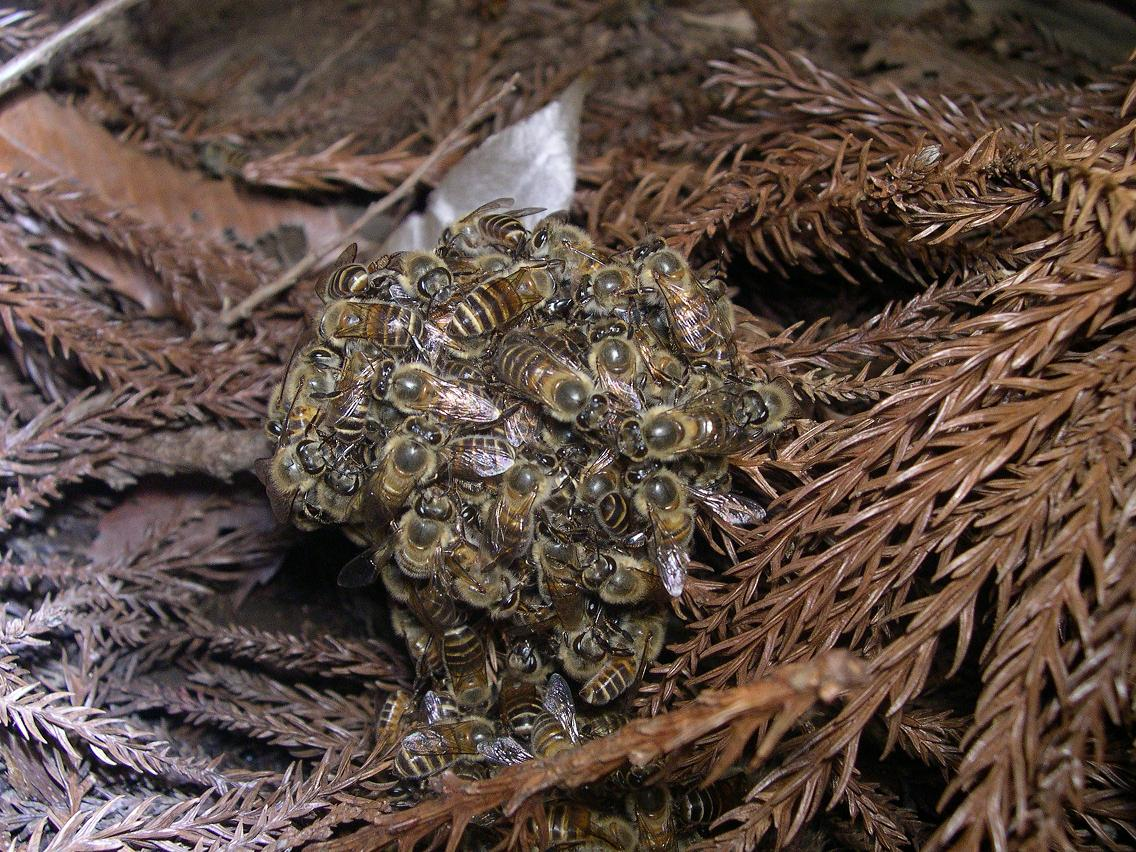
Östasiatiska bin som värmer ihjäl en angripande rovgeting

Arten utsätts ofta för angrepp från rovgetingar, främst sammetsgeting (Vespa velutina), som utnyttjar det östasiatiska biets larver som föda åt sin avkomma. Det östasiatiska biet försvarar sig genom att samlas i en boll kring inkräktaren och "värma" ihjäl den: Genom muskelrörelser höjer bina sin kroppstemperatur så att temperaturen inuti bollen av bin kan uppgå till 45–46 grader, vilket getingen inte tål. Denna typ av försvar finns även lokalt hos det vanliga honungsbiet, men det östasiatiska biet är mycket effektivare. Det har fått till följd att när östasiatiska bin och honungsbin hålles i samma bigård, angriper Vespa velutina främst honungsbina.
En annan fiende är bålgetingen Vespa soror, som utför formidabla räder med ett stort antal deltagare mot kupor och andra bon av honungsbin, bland annat just östasiatiska bin, dödar alla försvararna, och för bort larverna som mat åt sina larver. Den typen av attacker kan ofta utrota ett helt samhälle. De östasiatiska bina har svårt att försvara sig aktivt mot just denna bålgeting; medan de östasiatiska bina är bättre än många andra honungsbin på att försvara sig mot bålgetingar i allmänhet (metoden att "koka ihjäl" inkräktare har ju nämnts) har de svårt att freda sig mot Vespa soror:s massattacker. Bålgetingen är större än sina motståndare, har en kraftig gadd, och medan det östasiatiska biet självt har gadd, är bålgetingen väl bepansrad, vilket gör det svårt för bina att sticka ihjäl den. Inte heller är "ihjälkokning" särskilt effektiv mot ett stort antal fiender som anländer på en gång. Nu har ett forskarlag från USA, Kanada och Vietnam funnit, att det östasiatiska biet som avskräckning samlar djurspillning, som de avsätter utanför kupornas ingångar. Forskarna har kunnat konstatera, att detta tydligt minskar bålgetingarnas attacker. Den exakta mekanismen är emellertid ännu oklar, men fortsatt forskning pågår. Även andra länder har problem med samma bålgeting, Vespa soror har introducerats bland annat i västra Nordamerika, och farhågor finns att den kommer att etablera sig där.

## Utbredning
Det östasiatiska biet finns från Primorje kraj (Ussurijsk) i Ryssland, i Himalaya (Afghanistan, Pakistan, Bangladesh, Bhutan och Nepal), Indien, stora delar av Kina, Filippinerna, Indonesien, Östtimor, Malaysia, Borneo, Papua Nya Guinea, Thailand, Vietnam, Korea och Japan.  

## Underarter
Som mest urskiljer man följande nio underarter:
- Apis cerana cerana Fabricius 1793 Förekommer från Afghanistan i väster över södra och centrala Kina till östra Asiens kust samt norrut till Korea, och söderut till norra Vietnam
- Apis cerana indica Fabricius 1798 Förekommer i Indien
- Apis cerana skorikovi Smith 1991 Engel 1999 (även kallad Apis cerana himalaya) Lever i Himalayas berg på höjder mellan 1 900 och 4 000 m.
- Apis cerana japonica Radoszkowski 1887 Förekommer i Japan
- Apis cerana heimifeng Engel 1999 Lever i centrala Kinas högländer (norra Sichuan, sydvästra Gansu och östra Qinghai). Arten skiljer sig från den andra underarten i Kina, A. c. cerana, genom att skutellen (partiet längst fram på bakkroppen) och tergit[a] 3 till 4 är mörkbruna till svarta istället för gula.
- Apis cerana javana Enderlein 1906 Förekommer från Java till Timor
- Apis cerana johni Skorikov 1929 Förekommer på Sumatra
- Apis cerana nuluensis Tingek 1996 Lever i Sabahs berg
- Apis cerana philippina Skorikov 1929 Förekommer i Filippinerna

Taxonomin är omstridd beträffande denna delvis domesticerade insekt: Det är inte alla auktoriteter som erkänner några egentliga underarter; det förekommer att man betraktar dem som raser. Andra erkänner bara de fyra första underarterna ovan.